# Kuniko Ozaki
Kuniko Ozaki (Japans: 尾崎 久仁子, Ozaki Kuniko) (Prefectuur Hiroshima, 20 februari 1956) is een Japans diplomaat, hoogleraar en rechter. Na verschillende leidinggevende posities te hebben vervuld bij het Ministerie van Justitie en het Ministerie van Buitenlandse Zaken, werd ze in 2010 rechter van het Internationale Strafhof. Tussendoor was ze hoogleraar aan de Universiteit van Tohoku en de Universiteit van Kobe.

## Levensloop
Ozaki slaagde in 1978 voor haar Bachelor of Arts aan de Universiteit van Tokio en behaalde haar Master of Philosophy in 1982 aan de Universiteit van Oxford op het gebied van internationale betrekkingen. Hierop werkte ze voor het Ministerie van Buitenlandse Zaken, aanvankelijk op de afdeling voor juridische zaken, vervolgens tot 1986 op het gebied van maritieme zaken, tot 1993 voor economische en milieuvraagstukken en tot 1995 bij de Japanse vertegenwoordiging bij de Verenigde Naties.
Vervolgens maakte ze de overstap naar het Ministerie van Justitie, waar ze tot 1998 werkte als specialist voor strafrechtszaken. Ze maakte deel uit van verschillende Japanse delegaties bij verdragsonderhandelingen en was bijvoorbeeld lid van de voorbereidingscommissie die kwam tot de oprichting van het Internationale Zeerechttribunaal in Hamburg. Tot 1999 leidde ze vervolgens de afdeling van vluchtelingenzaken van het ministerie. Naast deze functies was ze van 1991 tot 2001 directeur voor het Ministerie van Buitenlandse Zaken van de afdeling voor mensenrechten en humanitaire zaken.
Van 2001 tot 2004 was ze hoogleraar aan de Universiteit van Tohoku en van 2003 tot 2004 eveneens aan de Universiteit van Kobe. Vervolgens maakte ze van 2004 tot 2006 deel uit van de permanente vertegenwoordiging van Japan bij de internationale organisaties in Wenen en was ze verantwoordelijk voor het Internationaal Atoomenergieagentschap en de Nuclear Suppliers Group. Tot 2009 was ze verder directeur van de verdragafdeling van het United Nations Office on Drugs and Crime, als vanaf april van dat jaar ook als de ambassadeur die belast is met het Biodiversiteitsverdrag.
In november 2009 werd Ozaki gekozen tot rechter van het Internationale Strafhof in Den Haag, waarmee ze in 2010 haar landgenote Fumiko Saiga opvolgde. Haar termijn loopt in 2018 af.